# Маклин, Бретт
Бретт Маклин (англ. Brett McLean; род. 14 августа 1978, Комокс, Британская Колумбия) — канадский хоккеист, центральный нападающий. Ассистент главного тренера клуба НХЛ «Миннесота Уайлд».

## Карьера
Карьеру начал в 1994 году в западной лиге в составе клуба «Такома Рокетс». В 1995 году в результате переезда из Такомы (штат Вашингтон, США) в Келоуну (Британская Колумбия, Канада), команда стала называться «Келоуна Рокетс». За неё он выступал до 1999 года, перейдя к концу сезона в другой клуб из этой же лиги «Брандон Уит Кингз». Также в сезоне 1998/99 сыграл 7 встреч в АХЛ за клуб «Цинциннати Майти Дакс». На драфте НХЛ 1997 года был выбран в 9 раунде под общим 242 номером командой «Даллас Старз».
1 сентября 1999 года как свободный агент подписал однолетний контракт с «Калгари Флэймз», однако выступал за его фарм-клубы «Сент-Джон Флэймз» и Джонстаун Чифс.
13 июля 2000 года в качестве свободного агента подписал двухлетний контракт с «Миннесотой Уайлд». В сезоне 2000/01 выступал за «Кливленд Ламберджэкс», выступающей в Интернациональной лиге, а в сезоне 2001/02 в АХЛ — «Хьюстон Аэрос».
23 июля 2002 года как неограниченно свободный агент подписал контракт с «Чикаго Блэкхокс» сроком на два года. В первый сезон контракта 2002/03 за «Чикаго» сыграл 2 встречи, проведя весь сезон в фарм-клубе «Норфолк Эдмиралс». Показав хорошую статистика в «Норфолке» во втором сезоне 2003/2004 почти весь сезон играл уже в НХЛ и лишь 4 встречи в фарм-клубе.
В локаутном сезоне 2004/05 выступал в шведской элитсерии за клуб «Мальмё Редхокс».
22 июля 2004 года как неограниченно свободный агент подписал контракт с «Колорадо Эвеланш», где выступал до 2007 года. Следующие два сезона провёл в клубе «Флорида Пантерз».
В 2009 году подписал контракт со швейцарским клубом «Берн», где провёл в команде два сезона. В сезоне 2009/10 стал чемпионом Швейцарии. В 2011 году вернулся за океан и подписал контракт с клубом АХЛ «Рокфорд АйсХогс». В середине сезона 2011/12 вернулся в Швейцарию, став игроком клуба «Лугано». В настоящее время ассистент капитана.
С 2009 года постоянный участник Кубка Шпенглера в составе сборной Канады. В 2013 году стал его обладателем.

## Статистика
```
                                            --- Regular Season ---  ---- Playoffs ----
Season   Team                        Lge    GP    G    A  Pts  PIM  GP   G   A Pts PIM
--------------------------------------------------------------------------------------
1994-95  Tacoma Rockets              WHL    67   11   23   34   33   4   0   1   1   0
1995-96  Kelowna Rockets             WHL    71   37   42   79   60   6   2   2   4   6
1996-97  Kelowna Rockets             WHL    72   44   60  104   96   6   4   2   6  12
1997-98  Kelowna Rockets             WHL    54   42   46   88   91   7   4   5   9  17
1998-99  Kelowna Rockets             WHL    44   32   38   70   46  --  --  --  --  --
1998-99  Cincinnati Mighty Ducks     AHL     7    0    3    3    6  --  --  --  --  --
1998-99  Brandon Wheat Kings         WHL    21   15   16   31   20   5   1   6   7   8
1999-00  Johnstown Chiefs            ECHL    8    4    7   11    6  --  --  --  --  --
1999-00  Saint John Flames           AHL    72   15   23   38  115   3   0   1   1   2
2000-01  Cleveland Lumberjacks       IHL    74   20   24   44   54   4   0   0   0  18
2001-02  Houston Aeros               AHL    78   24   21   45   71  14   1   6   7  12
2002-03  Norfolk Admirals            AHL    77   23   38   61   60   9   2   6   8   9
2002-03  Chicago Blackhawks          NHL     2    0    0    0    0  --  --  --  --  --
2003-04  Norfolk Admirals            AHL     4    3    3    6    6  --  --  --  --  --
2003-04  Chicago Blackhawks          NHL    76   11   20   31   54  --  --  --  --  --
2004-05  Malmo IF                    SEL    38    7    6   13  102  --  --  --  --  --
2005-06  Colorado Avalanche          NHL    82    9   31   40   51   8   0   1   1   4
2006-07  Colorado Avalanche          NHL    78	 15   20   35	36  --  --  --  --  --
2007-08  Florida Panthers            NHL    67	 14   23   37	34  --  --  --  --  --
2007-08  Florida Panthers            NHL    80	  7   12   19	29  --  --  --  --  --
2009-10  Bern                        NLA    34   13   20   33   24  15   5   7  12   8
2009-10  Team Canada	    Spengler Cup     4    0    1    1    4  --  --  --  --  --
2010-11  Bern                        NLA    50   10   17   27   22   6   3   0   3   6
2010-11  Bern                         ET     8    3    6    9   10   3   3   2   5   4
2010-11  Team Canada	    Spengler Cup     5    1    6    7    4  --  --  --  --  --
2011-12  Rockford IceHogs            AHL    36    7   14   21   20  --  --  --  --  --
2011-12  Lugano                      NLA    10    5    1    6    4   6   0   3   3   4
2011-12  Team Canada	    Spengler Cup     3    1    0    1    0  --  --  --  --  --
2012-13  Lugano                      NLA    50   13   24   37   44   7   1   7   8   6
2012-13  Team Canada	    Spengler Cup     2    0    0    0    0  --  --  --  --  --
2012-13  Lugano                      NLA    44   18   22   40   48   0   0   0   0   0
2013-14  Team Canada	    Spengler Cup     4    0    2    2    4  --  --  --  --  --
--------------------------------------------------------------------------------------
         NHL Totals                        385   56  106  162  204   8   0   1   1   4

```